# Чемпіонат Сан-Марино з футболу 2008—2009
Чемпіонат Сан-Марино з футболу 2008—2009 — 24-й сезон чемпіонату Сан-Марино з футболу, що проходив між 12 вересня 2008 та 29 травня 2009. Переможець чемпіонату кваліфікується до першого раунду Ліги чемпіонів УЄФА 2008-09. Чемпіоном став «Тре Фйорі».
| Чемпіон Сан-Марино 2008—09 |
| -------------------------- |
| «Тре Фйорі» 5-й титул      |

## Учасники
У чемпіонаті брали участь 15 команд.
| Клуб              | Місто         |
| ----------------- | ------------- |
| Кайлунго          | Борго-Маджоре |
| Космос            | Серравалле    |
| Доманьяно         | Доманьяно     |
| Фаетано           | Фаетано       |
| Фйорентіно        | Фйорентіно    |
| Фольгоре/Фальчано | Серравалле    |
| Ювенес-Догана     | Серравалле    |
| Ла Фіоріта        | Монтеджардіно |
| Лібертас          | Борго-Маджоре |
| Мурата            | Сан-Марино    |
| Пеннаросса        | К'єзануова    |
| Сан-Джованні      | Борго-Маджоре |
| Тре Фйорі         | Фйорентіно    |
| Тре Пенне         | Сан-Марино    |
| Віртус            | Аккуавіва     |

## Турнірна таблиця

### Група А
| М | Команда       | І  | В  | Н | П  | МЗ | МП | РМ  | О  | Кваліфікація або пониження в класі                   |
| - | ------------- | -- | -- | - | -- | -- | -- | --- | -- | ---------------------------------------------------- |
| 1 | Віртус        | 20 | 10 | 5 | 5  | 34 | 22 | +12 | 35 | Кваліфікація у Плей-оф                               |
| 2 | Тре Пенне     | 20 | 9  | 8 | 3  | 35 | 24 | +11 | 35 | Кваліфікація у Плей-оф                               |
| 3 | Ювенес-Догана | 20 | 9  | 7 | 4  | 25 | 13 | +12 | 34 | 2-й кваліфікаційний раунд Ліга Європи УЄФА 2009—10 1 |
| 4 | Пеннаросса    | 20 | 10 | 4 | 6  | 35 | 24 | +11 | 34 |                                                      |
| 5 | Ла Фіоріта    | 20 | 9  | 4 | 7  | 35 | 28 | +7  | 31 |                                                      |
| 6 | Лібертас      | 20 | 8  | 4 | 8  | 30 | 31 | −1  | 28 |                                                      |
| 7 | Доманьяно     | 20 | 5  | 2 | 13 | 23 | 38 | −15 | 17 |                                                      |

Джерела: myscore.ua
Правила класифікації: 
1) очок; 2) очок в очних зустрічах; 3) різниця м'ячів в очних зустрічах; 4) забито м'ячів в очних зустрічах; 5) різниця м'ячів; 6) кіл-ть забитих м'ячів.
1Як володар Кубку Титанів.
(Ч) = Чемпіон; (Пн)/(В) = Понижено в класі/Вибув; (Пв) = Підвищення в класі; (ПП) = Переможець плей-оф; (Н) = Перехід до наступного раунду. 
Застосовується тільки коли сезон ще не закінчений: 
(К) = Кваліфікований до раунду турніру; (КН) = Кваліфікований до турніру, але не до конкретного раунду; (Д) = Дискваліфікований з турніру.

Head-to-Head: used when head-to-head record is used to rank tied teams.

### Група B
| М | Команда           | І  | В  | Н | П  | МЗ | МП | РМ  | О  | Кваліфікація або пониження в класі                       |
| - | ----------------- | -- | -- | - | -- | -- | -- | --- | -- | -------------------------------------------------------- |
| 1 | Тре Фйорі Ч       | 21 | 14 | 5 | 2  | 53 | 20 | +33 | 47 | 1-го кваліфікаційного раунду Ліга чемпіонів УЄФА 2009—10 |
| 2 | Мурата            | 21 | 11 | 5 | 5  | 38 | 20 | +18 | 38 | Кваліфікація у Плей-оф                                   |
| 3 | Фаетано           | 21 | 9  | 7 | 5  | 39 | 34 | +5  | 34 | Кваліфікація у Плей-оф                                   |
| 4 | Космос            | 21 | 11 | 1 | 9  | 44 | 37 | +7  | 34 |                                                          |
| 5 | Фольгоре/Фальчано | 21 | 6  | 6 | 9  | 28 | 30 | −2  | 24 |                                                          |
| 6 | Кайлунго          | 21 | 6  | 5 | 10 | 23 | 30 | −7  | 23 |                                                          |
| 7 | Фйорентіно        | 21 | 3  | 2 | 16 | 21 | 61 | −40 | 11 |                                                          |
| 8 | Сан-Джованні      | 21 | 0  | 3 | 18 | 19 | 70 | −51 | 3  |                                                          |

Джерела: myscore.ua
Правила класифікації: 
1) очок; 2) очок в очних зустрічах; 3) різниця м'ячів в очних зустрічах; 4) забито м'ячів в очних зустрічах; 5) різниця м'ячів; 6) кіл-ть забитих м'ячів.
(Ч) = Чемпіон; (Пн)/(В) = Понижено в класі/Вибув; (Пв) = Підвищення в класі; (ПП) = Переможець плей-оф; (Н) = Перехід до наступного раунду. 
Застосовується тільки коли сезон ще не закінчений: 
(К) = Кваліфікований до раунду турніру; (КН) = Кваліфікований до турніру, але не до конкретного раунду; (Д) = Дискваліфікований з турніру.

Head-to-Head: used when head-to-head record is used to rank tied teams.

## Плей-оф
У Плей-оф брали участь 3 найкращі команди кожної групи. Команда, яка програла двічі, вибуває.

### Перший раунд
| 7 травня 2009 |

| Тре Пенне | 1-0 | Фаетано |
| --------- | --- | ------- |
|           |     |         |

|  |

| 7 травня 2009 |

| Мурата | 0-1 | Ювенес-Догана |
| ------ | --- | ------------- |
|        |     |               |

|  |

### Другий раунд
| 12 травня 2009 |

| Мурата | 5-4 | Фаетано |
| ------ | --- | ------- |
|        |     |         |

|  |

| 12 травня 2009 |

| Ювенес-Догана | 2-0 | Тре Пенне |
| ------------- | --- | --------- |
|               |     |           |

|  |

### Третій раунд
| 15 травня 2009 |

| Мурата | 4-0 | Тре Пенне |
| ------ | --- | --------- |
|        |     |           |

|  |

| 16 травня 2009 |

| Віртус | 0-2 | Тре Фйорі |
| ------ | --- | --------- |
|        |     |           |

|  |

### Четвертий раунд
| 19 травня 2009 |

| Мурата | 3-2 (дч) | Віртус |
| ------ | -------- | ------ |
|        |          |        |

|  |

| 20 травня 2009 |

| Ювенес-Догана | 1-1 (пен. 4:5) | Тре Фйорі |
| ------------- | -------------- | --------- |
|               |                |           |

|  |

### Півфінал
| 25 травня 2009 |

| Мурата | 1-3 (дч) | Ювенес-Догана |
| ------ | -------- | ------------- |
|        |          |               |

|  |

### Фінал
| 29 травня 2009 |

| Тре Фйорі | 0-0 (пен. 3:1) | Ювенес-Догана |
| --------- | -------------- | ------------- |
|           |                |               |

| Олімпійський стадіон, Серравалле |